# Monocercops resplendens
Monocercops resplendens är en fjärilsart som först beskrevs av Henry Tibbats Stainton 1862.  Monocercops resplendens ingår i släktet Monocercops och familjen styltmalar.
Artens utbredningsområde är Nepal. Inga underarter finns listade i Catalogue of Life.